# Còlids
Els còlids (Coliidae) són una família d'ocells, l'única de l'ordre dels coliformes (Coliiformes). Són un grup petit, que no tenen afinitats clares amb altres grups, per la qual cosa se'ls dona l'estatus d'ordre. La distribució d'aquest grup es limita a l'Àfrica subsahariana, i és l'únic ordre d'ocells completament restringit a aquest continent. Tanmateix, en el passat, tingueren un àmbit de distribució més gran, i se n'han trobat fòssils de l'Paleocè a Anglaterra.

## Hàbitat i distribució
Viuen en zones forestals obertes i zones arbustives; però, en general, no en selves ni boscos espessos, de la zona afrotròpica. Absents de Madagascar.
Els coliiformes extints van ocupar una àmplia gamma d'hàbitats. Els sorreids, en particular, sovint conserven llavors sense triturar a l'estómac, mentre que porten urpes similars a les de les aus rapinyaires modernes.

## Morfologia
- Fan 30 – 35 cm, dels quals gran part corresponen a la llarga cua. Pesen 45 - 55 g.

- El plomatge és gris o marró clar per sota. Tenen unes crestes de plomes laxes sobre el cap.

- De vegades, tenen marques d'un viu color roig o blau, a la cara o el coll.

- Les plomes de la cua es van fent més llargues, progressivament, des de la part externa fins a la central. Ales curtes i arrodonides.

- No hi ha dimorfisme sexual.

## Reproducció
Fan uns nius grans i oberts en arbusts espessos amb espines. Ponen 2 – 4 ous blanquinosos amb ratlles brunes. Els pollets, amb molta precocitat, abandona el niu aviat.

## Hàbits
Són aus socials que es mouen en petits esbarts de 10 – 15 individus. Semblen arrossegar-se pels densos arbusts d'una manera que els val el nom amb què es coneixen en anglès: "Mousebird" ('ocell ratolí').
De nit descansen agrupats.

## Taxonomia
Se n'han separat en dues subfamílies, cadascuna amb un gènere:
- Subfamília Coliinae
  - Gènere Colius, amb 4 espècies.
    - Colius striatus[4]
    - Colius leucocephalus[5]
    - Colius castanotus[6]
    - Colius colius
- Subfamília Urocoliinae
  - Gènere Urocolius, amb dues espècies.
    - Urocolius macrourus
    - Urocolius indicus